# 含笑院
含笑院（がんしょういん、生年不詳 - 大永7年6月24日（1527年7月22日））は、戦国時代前期の女性。織田信定の正室。織田信秀の生母で、織田信長の祖母に当たる。名はいぬゐ。兄弟に織田良縁がいる。

## 生涯
父は織田筑前守良頼。兄弟にあたる織田藤左衛門は清洲三奉行の1人である（『信長公記』首巻）。信秀が永正7年（1510年）に生まれているため、それ以前に信定に嫁いだ。含笑院が信秀の生母であるとする史料は、『妙興寺文書』・『清州町史』などによると多く存在し、信秀は享禄元年（1528年）に含笑院を弔うために清洲の土田に含笑寺を建立している。
法名は含松院殿茂岳凉繁。墓所は含笑寺の移転に伴って愛知県名古屋市東区にある。
江戸幕府3代将軍徳川家光は含笑院の玄孫にあたる。